# Amaladera longipennis
Amaladera longipennis är en skalbaggsart som beskrevs av Verdu, Mico och Eduardo Galante 1997. Amaladera longipennis ingår i släktet Amaladera och familjen Melolonthidae. Inga underarter finns listade i Catalogue of Life.